# Helligåndshospital (Lübeck)
Helligåndshospitalet (tysk: Heiligen-Geist-Hospital) i Lübeck blev bygget i 1286. Indtil 1970 boede der ældre og syge.
I dag er helligåndshospitalet en af byens mest besøgte bygninger.